# Napoli Calcio a 5 2016-2017
Questa pagina raccoglie i dati riguardanti il Napoli Calcio a 5, squadra di calcio a 5 militante in serie A, nelle competizioni ufficiali della stagione 2016-2017.

## Calciomercato

### Sessione estiva
| Bocão                  | Asti         |
| Manoel Crema           | Asti         |
| Daví                   | Spalato      |
| André Ferreira         | Montesilvano |
| Felipe Manfroi         | Halle-Gooik  |
| Marco Pasculli         | Montesilvano |
| Leandro Garcia Pereira | Pescara      |

| Lucas Bolo        | Peñíscola    |
| Renan Botteghin   | Aosta        |
| Gianluca Brancati | Sammaritana  |
| Gennaro Galletto  | Virtus Fondi |
| Donato Massafra   | C.M.B.       |
| Bico Pelentir     | Isernia      |
| Javi Rodríguez    | SC García    |
| Fabrizio Rotella  | Enotria      |
| Pedro Toro        | Real Rieti   |
| Alejandro Vega    | Meta         |

### Sessione invernale
| Massimo De Luca | Pescara  |
| Giovani Pedotti | Real Dem |

| Claudio Virenti | Marigliano |

## Organico

### Prima squadra
| N° | Naz.               | Ruolo | Sportivo               | Anno     |  |  |
| -- | ------------------ | ----- | ---------------------- | -------- |  |  |
| 5  | Brasile (bandiera) | LAT   | Daví                   | 05.07.84 |  |  |
| 6  | Italia (bandiera)  | DIF   | Vincenzo Botta         | 03.09.84 |  |  |
| 7  | Italia (bandiera)  | LAT   | Vincenzo Milucci       | 13.07.92 |  |  |
| 8  | /                  | UNI   | Giovani Pedotti        | 06.09.82 |  |  |
| 9  | Italia (bandiera)  | LAT   | Massimo De Luca        | 07.10.87 |  |  |
| 10 | Brasile (bandiera) | PIV   | Jader Fornari          | 21.01.83 |  |  |
| 11 | Brasile (bandiera) | LAT   | Tiago De Bail          | 05.05.83 |  |  |
| 13 | /                  | LAT   | Felipe Manfroi         | 04.06.86 |  |  |
| 14 | /                  | DIF   | Bocão                  | 20.04.89 |  |  |
| 16 | Brasile (bandiera) | LAT   | André Ferreira         | 12.10.88 |  |  |
| 17 | /                  | LAT   | Manoel Crema           | 01.10.88 |  |  |
| 19 | Italia (bandiera)  | POR   | Marco Pasculli         | 19.03.91 |  |  |
| 20 | /                  | POR   | Leandro Garcia Pereira | 01.06.88 |  |  |

### Under 21
| N° | Naz.                  | Ruolo | Sportivo          | Anno     |  |  |
| -- | --------------------- | ----- | ----------------- | -------- |  |  |
| 2  | Italia (bandiera)     | PIV   | Claudio Virenti   | 14.05.97 |  |  |
| 3  | Portogallo (bandiera) | LAT   | Tiago Amarchande  | 08.04.98 |  |  |
| 4  | Italia (bandiera)     | LAT   | Ferdinando Avolio | 28.07.99 |  |  |
| 12 | Italia (bandiera)     | POR   | Jurij Bellobuono  | 22.01.98 |  |  |
| 30 | Italia (bandiera)     | LAT   | Antonio Molaro    | 08.04.98 |  |  |
| ?  | Italia (bandiera)     | LAT   | Gennaro Canneva   | 17.11.95 |  |  |